# Антон Вълев
Антон Петров Вълев е български политически офицер, генерал-лейтенант от Строителни войски.

## Биография
Роден е на 1 февруари 1924 г. в габровското село Малки Вършец. Завършва прогимназия в Севлиево и гимназия в Габрово. Член на РМС от 1940 г. и на БКП от 1946 г. По време на Втората световна война е ятак на партизаните от Габрово-севлиевския партизански отряд. От 1951 до 1952 г. учи в партийна школа при ЦК на БКП. През 1962 г. завършва Висшата партийна школа при ЦК на БКП. Влиза в Строителни войски. Участва в строителството на такива обекти като Дунав мост при Русе, заводите край Девня, подбалканския тунел „Козница“, Държавния металургичен завод „Ленин“ в Перник, Химическия комбинат във Враца, Плама Плевен и други. Бил е командир на 5-а общостроителна дивизия в Плевен. От 1970 г. е заместник-началник на Строителни войски и началник на политическото управление на войските. С указ № 1018 от 13 септември 1969 г. е обявен за герой на социалистическия труд. Към 1980 г. е пълномощник на ЦК на БКП и Министерския съвет за химическите заводи в Смядово. Излиза в запаса през 1987 г. Награждаван е още с орден „Георги Димитров“, „Червено знаме“, „Орден на труда“ – златен, „Народна република България“ II ст. (1974) и I ст. (1984).